# Загориці (Ленінградська область)
Загориці (рос. Загорицы) — присілок у Волосовському районі Ленінградської області Російської Федерації.
Населення становить 22 особи. Належить до муніципального утворення Большеврудське сільське поселення.

## Історія
Від 1 серпня 1927 року належить до Ленінградської області.

## Населення
| 2007 | 2010 | 2017 |
| ---- | ---- | ---- |
| 28   | ↗36  | ↘22  |